# Sammlung Carola und Günther Ketterer-Ertle
Die Sammlung Carola und Günther Ketterer-Ertle ist eine in Bern beheimatete Schweizer Privatsammlung. Sie wurde durch Carola Ertle Ketterer und Günther Ketterer ins Leben gerufen.

## Sammler

### Sammeltätigkeit
Carola Ertle Ketterer und Günther Ketterer begannen aus familiärer Leidenschaft mit dem Ankauf von Kunst. Günther Ketterers Vater, der Kunsthändler und Auktionator Norbert Ketterer, legte als Nachlassverwalter von Ernst Ludwig Kirchner den Grundstein für das Kirchner Museum Davos. Fasziniert von den Werken des deutschen Expressionismus, gelangte das Sammlerpaar zur ausdrucksstarken und grossformatigen Malerei der Neuen Wilden und damit zur Gegenwartskunst. In Form von installativen und interaktiven Arbeiten fanden zeitgenössische künstlerische Verfahrensweisen ihren Weg in die Sammlung. Im Jahr 1996 erwarben Carola und Günther Ketterer-Ertle eine Videoarbeit des Künstlers Frantiček Klossner – ein erster Ankauf von Videokunst. Heute bildet dieses Medium einen Schwerpunkt der aktiven Sammlungs- und Vermittlungstätigkeit. Neben zweidimensionalen Arbeiten, Skulpturen und Objekten umfasst die Sammlung auch Installationen, interaktive Medienprojekte und artist’s books. Der persönliche Kontakt und direkte Austausch mit den Künstlerinnen und Künstlern bildet ein zentrales Kriterium der Sammlungstätigkeit und ist Grundlage für die meist langjährige Zusammenarbeit.

### Leben und Engagement
Günther Ketterer war seit 1981 selbständiger Treuhänder und Immobilientreuhänder. Mit Carola Ertle Ketterer betrieb er seit 1995 das Treuhandbüro TIS in Bern. Dort werden Betriebe wie Vereine, Genossenschaften, Aktiengesellschaften, GmbHs, Stiftungen, selbständig Erwerbende und Wohnbaugenossenschaften betreut. Günther Ketterer war Präsident der NPG (AG für nachhaltiges Bauen) und Gründungsmitglied der Wogeno Bern (Wohnbaugenossenschaft) sowie der Ernst Ludwig Kirchner Stiftung Davos und engagierte sich für Künstlerateliers in der Stiftung Progr in Bern. Carola Ertle Ketterer wirkt als Präsidentin der Steuergruppe Kunstachse Bern Bümpliz sowie des Beirats der Hochschule der Künste Bern und ist Stiftungsratsmitglied der Ernst Ludwig Kirchner Stiftung Davos. Sie ist Mitgründerin der bernischen Kulturkonferenz 2012 und präsidiert den Freundeskreis Progr sowie seit 2016 die städtische Kunstkommission Bern.
Komplementär zur eigenen Sammlungstätigkeit haben Carola Ertle Ketterer und Günther Ketterer zusammen mit der Galerie Bernhard Bischoff und der Galerie Henze & Ketterer im Jahr 2004 das Projekt videokunst.ch lanciert. Die Plattform für Videokunst enthält einen Showroom im Berner Kulturzentrum Progr sowie ein Videofenster im Bienzgut. Es werden acht bis zehn Ausstellungen pro Jahr gezeigt. 2007 gründete das Sammlerpaar den Verein OVRA Archives, der Kunstschaffenden ein digitales Werkarchiv bietet. 2010 erfolgte die Lancierung der ART-Nachlassstiftung für Kunstschaffende mit dem Ziel, im Dienst des kulturellen Gedächtnisses an das Schaffen bedeutender Künstlerinnen und Künstler zu erinnern und den Werken nachhaltige Anerkennung in der Öffentlichkeit zu verschaffen.
Günther Ketterer verstarb am 21. November 2024 im Alter von 74 Jahren.

## Sammlungspräsentationen
- Leben in der Kunst. Werke aus der Sammlung Carola und Günther Ketterer-Ertle, Schweizerische Mobiliar (Reihe Kunst & Nachhaltigkeit Vol. 9), Bern 2018[7]
- Danse Macabre – Der Totentanz in der zeitgenössischen Kunst, Museum für Kommunikation Bern, Bern 2016
- videocity.bs – Videoparcours durch die Basler Innenstadt, Basel 2015
- gartentor golf, zone contemporaine, Niederwangen 2013
- The Solo Project, Basel 2012
- Images Vevey – Festival des arts visuels, Vevey 2010
- Looping Memories, Château Mercier, Sierre 2010
- Looping Memories, art Karlsruhe, Karlsruhe 2010
- Looping Memories, Progr Zentrum für Kulturproduktion, Bern 2009
- Some from Bern, some from elsewhere, Museum Liner, Appenzell 2007